# Peter Draisaitl
Peter Draisaitl (né le 7 décembre 1965 à Karviná en Tchécoslovaquie) est un joueur professionnel allemand de hockey sur glace devenu entraîneur de ce sport. Il est le père du joueur Leon Draisaitl.

## Carrière de joueur
Encore jeune, Draisaitl quitta sa Tchécoslovaquie natale avec sa famille pour s'installer dans la région de Mannheim. Il devint joueur du Mannheimer ERC et dès la saison 1983-1984, Draisaitl faisait partie de l'équipe sénior du club dans la Bundesliga. Si au départ il n'y évoluait que de façon sporadique, Draisaitl devint au cours des années suivantes un joueur régulier et important à Mannheim. De 1983 à 1990, il joua pour le MERC, ne réussissant cependant jamais à gagner un titre de champion de la ligue; il fut tout au mieux deux fois vice-champion, en 1985 et 1987. En 1990, il fit un séjour de deux saisons avec le Kölner EC. Il s'y éleva au rang de vedette de la ligue, ses excellentes statistiques le démontrant; là encore, cependant, il n'obtint qu'un titre de vice-champion, en 1991. L'année suivante, il retourna à Mannheim, où les attentes à son égard étaient très élevées. Il n'accomplit cependant rien de substantiel, et, encore une fois, il ne réussit pas à mettre la main sur un titre de champion.
Il retourna peu après aux Kölner Haie, avec qui Draisaitl parvint finalement à être sacré champion en 1995, menant les jeunes Requins vers un championnat à leur toute première saison dans la DEL nouvellement créée. Un an plus tard, Draisaitl joua à son meilleur et termina meilleur marqueur des séries éliminatoires; malheureusement, les Haie furent battus en finale, de même qu'en finale de la Coupe d'Europe. Après deux ans de plus à Cologne, il se tourna vers le Moskitos Essen, le second meilleur club de la seconde division. Il aida le club à être promu dans la DEL au bout d'un an. Sa carrière de joueur prit fin en 2001, alors qu'il portait les couleurs des Revierlöwen Oberhausen.

## Équipe nationale
Peter Draisaitl prit part à 146 matches officiels de l'équipe d'Allemagne de hockey sur glace. Il revêtit l'uniforme de l'équipe nationale pour la première fois aux Jeux olympiques d'hiver de 1988; il le porta de nouveau à Albertville et à Nagano. Draisaitl est surtout connu pour son tir de fusillade lors du match Canada-Allemagne en quarts-de-finale des Jeux olympiques de 1992. Draisaitl déjoua le gardien canadien, mais la rondelle s'immobilisa sur la ligne rouge. Le règlement est strict : la rondelle doit traverser la ligne afin que le but soit marqué. Ce but raté causa la victoire du Canada et l'élimination de l'Allemagne.
En plus des Jeux olympiques, Draisaitl représenta son pays dans sept championnats du monde et lors de la Coupe du monde de hockey 1996.

## Carrière d'entraîneur
- 2001-2002 : Revierlöwen Oberhausen
- 2003-2005 : REV Bremerhaven
- 2005-2006 : Straubing Tigers
- 2006-janvier 2007 : Eisbären Regensburg